# Fontinalis antipyretica
Il muschio d'acqua (Fontinalis antipyretica Hedw., 1801) è una briofita acquatica appartenente alla famiglia Fontinalaceae.
Si trova sia in acque ferme che correnti in Europa, Asia, Nord America e parte dell'Africa.

## Descrizione

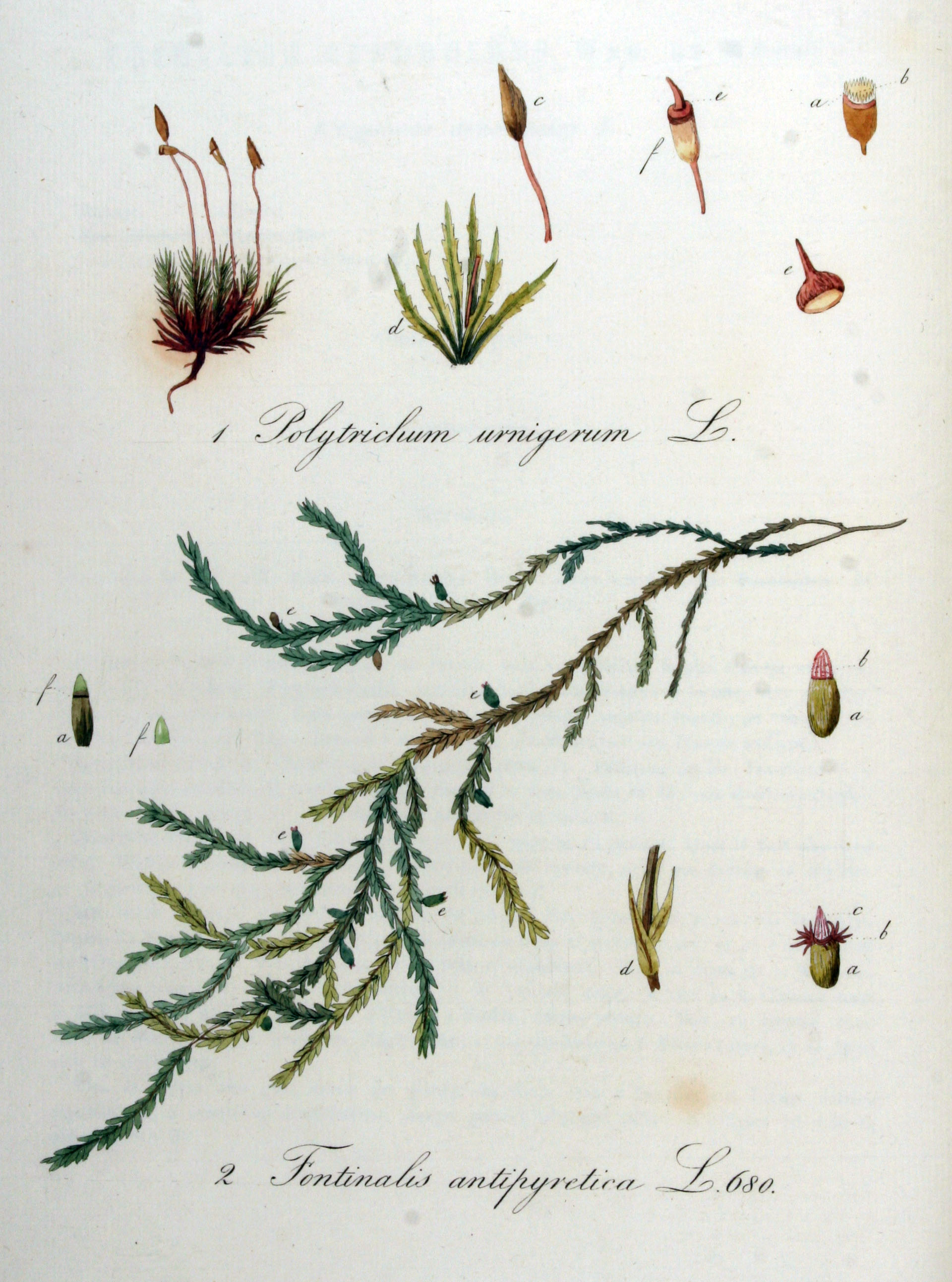
Fontinalis antipyretica (sotto)
in Flora Batava, 1846

Fontinalis antipyretica ha steli ramificati, striscianti che hanno una sezione trasversale triangolare e possono avere una lunghezza di 60 cm. Le foglie sono alquanto rigide e sono disposte in tre file sovrapposte. Le foglie hanno forma lanceolata o ovale, con una nervatura ed una punta acuminata, lunghe da 4 a 9 mm. 
Non ci sono fiori, ma a volte si producono spore minute in sporangi regolari (capsule) comprese tra 2 e 2,6 mm di lunghezza.

## Distribuzione e habitat
Fontinalis antipyretica si trova nell'America del Nord fino al sud, come in Pennsylvania e Arizona, ed anche in Europa, in Asia e in alcune parti dell'Africa. Cresce attaccata a rocce sommerse in acque a flusso rapido. Si trova anche attaccata al substrato in laghi e come massa galleggiante in acque ferme, e può essere anche spiaggiata in riva al mare. Prospera in posizioni ombreggiate e preferisce acque acide, il valore di pH tollerato al massimo è 8,4.

## Biologia
La riproduzione è principalmente da stoloni o dal radicamento di frammenti distaccati. Si verifica anche riproduzione sessuale, in primavera nel Nord America, ma è relativamente irrilevante come mezzo di riproduzione. Le singole piante sono o maschili o femminili e le capsule che ospitano le spore sono raramente osservate.

## Ecologia
Fontinalis antipyretica cresce in grandi ciuffi e materassini e fornisce rifugio per le uova e la fregola dei pesci. Numerosi invertebrati si riparano tra le sue fronde; larve di Chironomide si nascondono nella base delle foglie, ed anche larve di Ephemeroptera, Trichoptera e Plecoptera stanno aggrappate alle fronde, e nell'acqua che scorre veloce sono spesso presenti larve di Simuliidae. Diatomee ed altre alghe microscopiche crescono in maniera epifitica sulle fronde.

## Assorbimento di metalli pesanti
Si è scoperto che Fontinalis antipyretica può assorbire cadmio e zinco, con il massimo bioassorbimento del cadmio pari a 28 milligrammi (0,43 g) per grammo di muschio essiccato, e dello zinco da 11 a 15 milligrammi (da 0,17 a 0,23 g) (a seconda della temperatura dell'acqua). Il bioassorbimento del cadmio non è influenzato dalla durezza dell'acqua, ma quello dello zinco è influenzato dall'aumento dei livelli di calcio.

## Aquariofilia
Fontinalis antipyretica era tradizionalmente usata negli acquari d'acqua dolce, ma negli acquari tropicali il "muschio di Giava", (una specie di Vesicularia) di struttura simile, prende il suo posto.

## Nome
Il nome è nuovo latino, dal latino fons, fonte (d'acqua), anti, contro, e greco πυρ (pyr), fuoco, che significa "il muschio d'acqua che blocca il fuoco", perché nell'Europa Medievale era usato per spegnere incendi.